# Gilia interior
Gilia interior är en blågullsväxtart som först beskrevs av Mason och A. Grant, och fick sitt nu gällande namn av A. Grant. Gilia interior ingår i släktet gilior, och familjen blågullsväxter. Inga underarter finns listade i Catalogue of Life.